# Acer rufinerve
Érable à feuilles de vigne, Érable rufinerve, Érable oriental à bourgeons gris, Érable à peau de serpent
Espèce
Synonymes
- Acer pensylvanicum subsp. rufinerve

Acer rufinerve aussi connu sous les noms d‘Érable à feuilles de vigne, Érable rufinerve, Érable oriental à bourgeons gris, Érable à écorce striée, Érable jaspé de gris ou Érable à peau de serpent est une espèce de plantes à fleurs du genre des érables. C’est un arbre originaire des forêts des montagnes du Japon, cultivée dans d'autres régions du monde pour l'ornement. 
Cette espèce s'est naturalisée dans certaines régions d'Europe, et est parfois considérée comme invasive comme en Belgique.
C'est une espèce très proche d’Acer capillipes d'Amérique du Nord, au point d'être parfois considérée comme une sous-espèce de celle-ci, sous le nom d’Acer pensylvanicum rufinerve.

## Photos

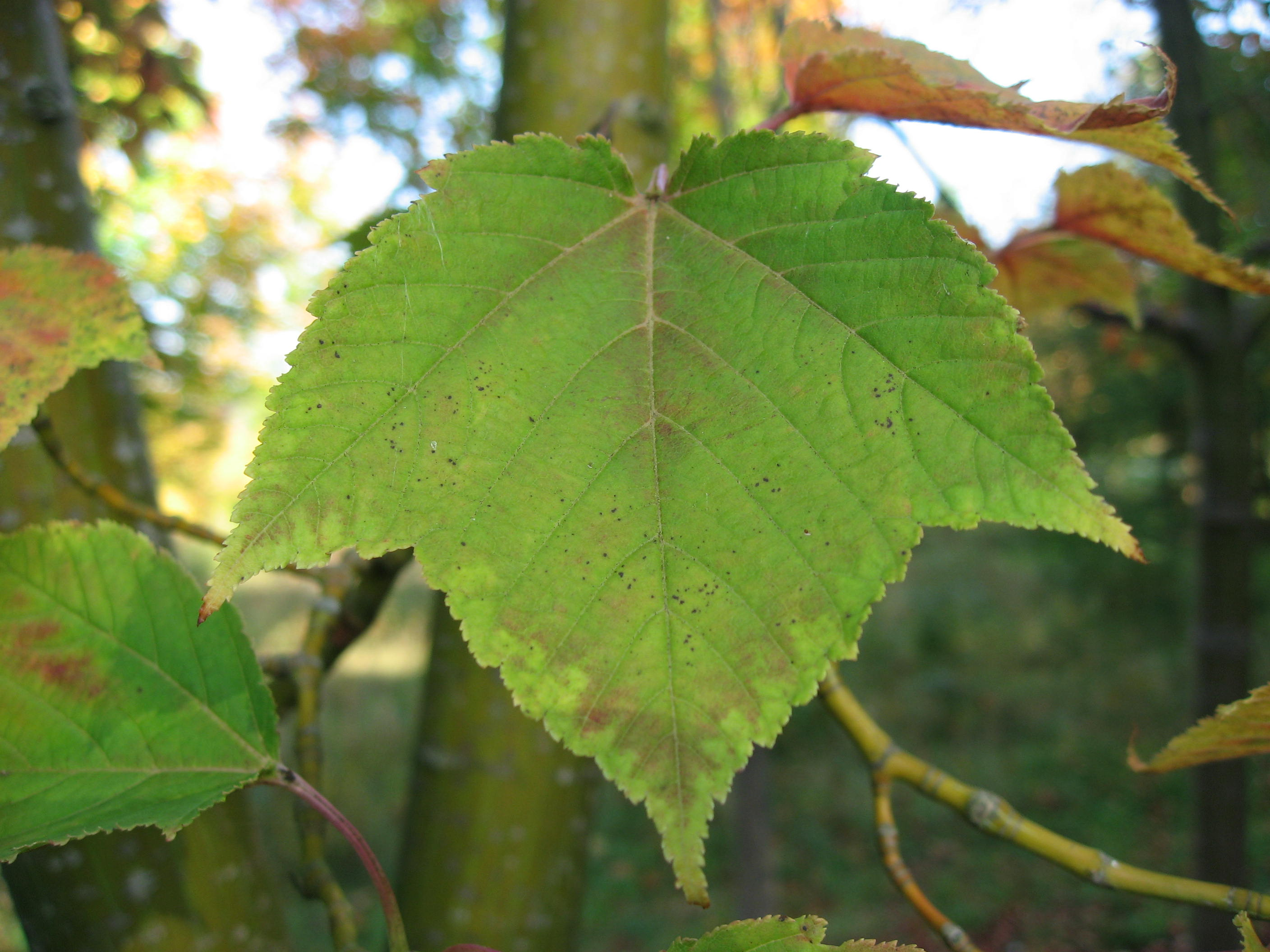
Détail de feuille.
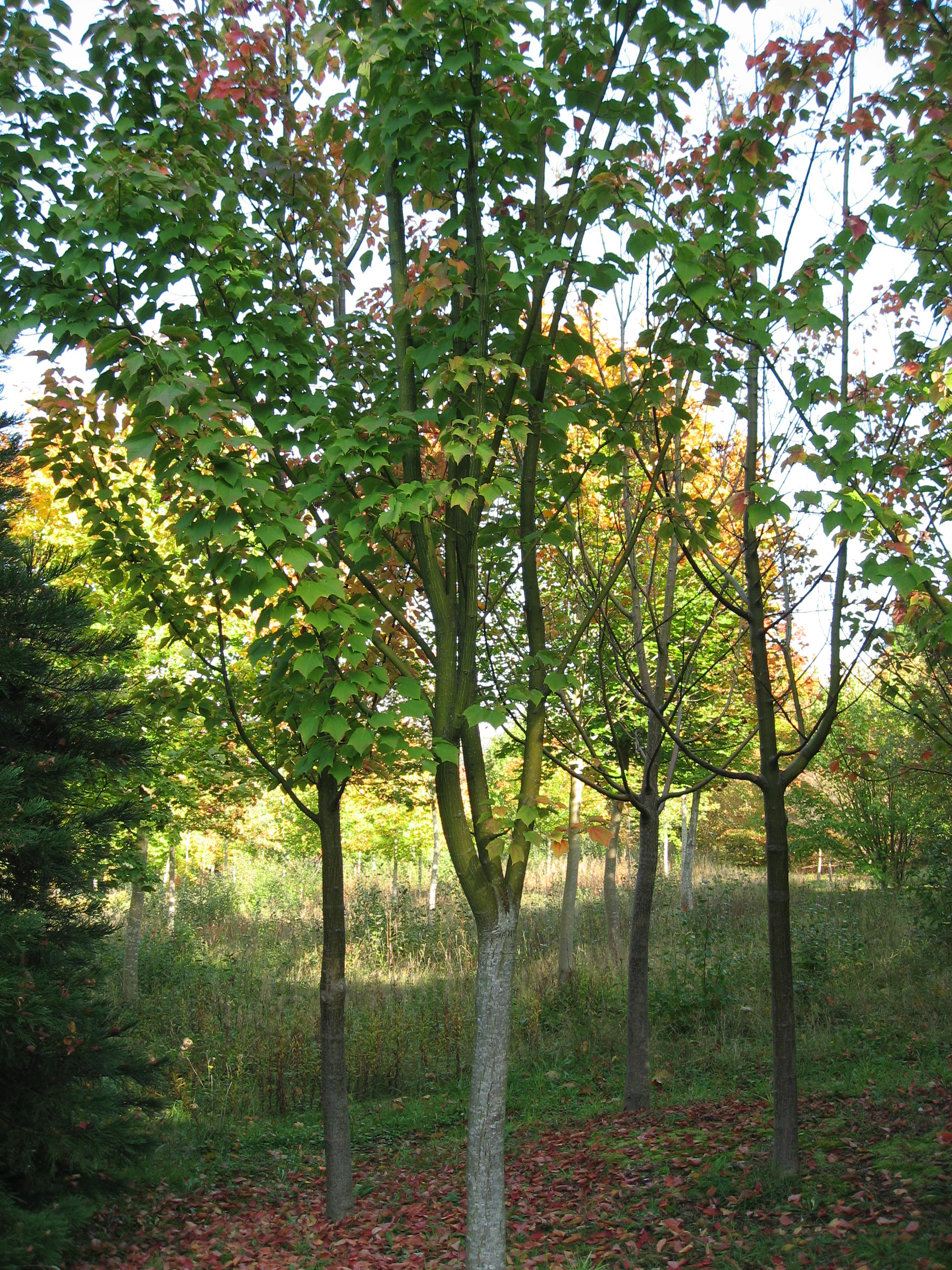
L'arbre entier.

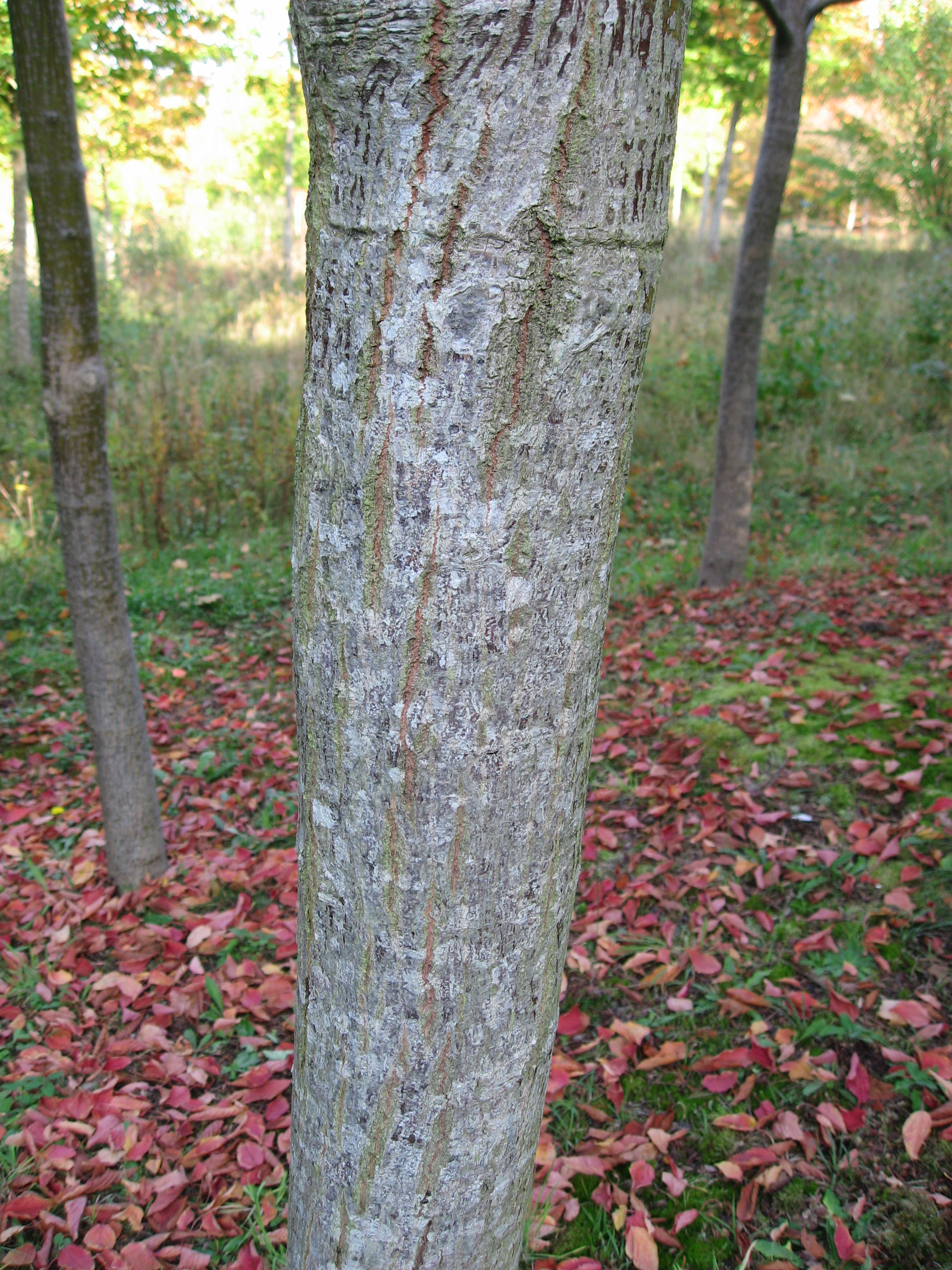
Le bas du tronc.
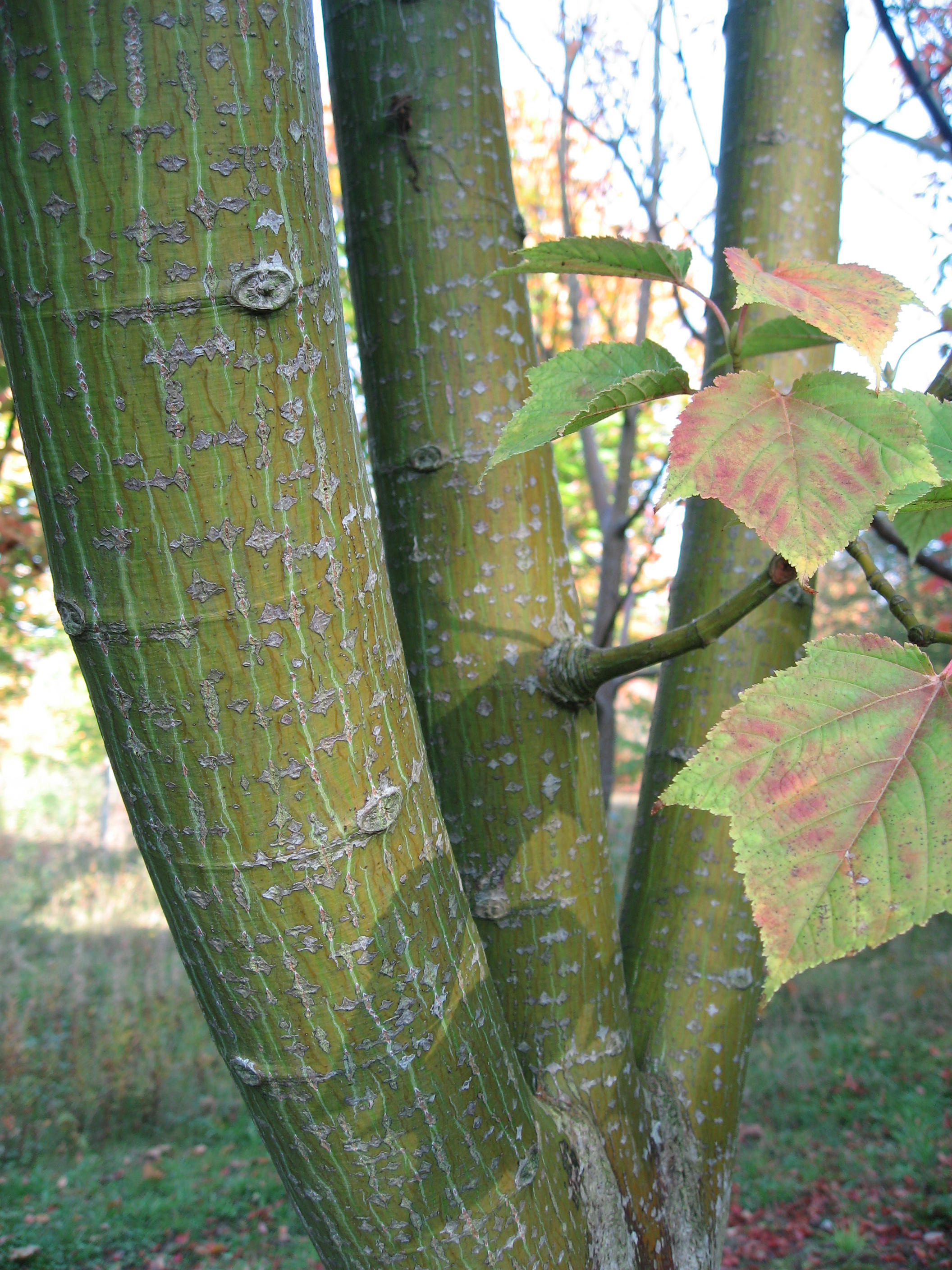
Le haut du tronc.